# David Kross
David Kross (født 4. juli 1990) er en tysk skuespiller.

## Filmografi
| År   | Film                                      | Rolle                  | Noter |
| ---- | ----------------------------------------- | ---------------------- | --- |
| 2002 | Hilfe, ich bin ein Junge                  | Paddy                  | |
| 2003 | Adam & Eva                                | Adams Sohn             | Østrigsk film |
| 2006 | Knallhart                                 | Michael Polischka      | Tough Enough |
| 2007 | Hände weg von Mississippi                 | Bäckerlehrling Bröckel | Hands off Mississippi |
| 2008 | Krabat                                    | Krabat                 | Tilpasset fra en tysk roman Krabat (The Satanic Mill på englsk) af Otfried Preußler |
| 2008 | The Reader                                | Unge Michael Berg      | Las Vegas Film Critics Award for Youth in Film Nomineret – Broadcast Film Critics Association Award for Best Young Performer Nomineret – Chicago Film Critics Association Award for Best Actor Nomineret – European Film Award for Best Actor |
| 2009 | Same Same But Different                   | Ben                    | Received Variety Piazza Grande Award at the International Film Festival organised in Locarno. |
| 2011 | Das Blaue vom Himmel                      | Unge Osvalds Kalnins   | |
| 2011 | Rio                                       | Blu                    | Tysk stemme |
| 2011 | War Horse                                 | Gunther                | |
| 2012 | Into the White                            | Josef Auchtor          | |
| 2012 | Measuring the World                       | Eugen Gauß             | |
| 2013 | Michael Kohlhaas                          |                        | |
| 2015 | Boy 7                                     | Sam                    | |
| 2016 | Race                                      | Carl "Luz" Long        | |
| 2016 | Die Akte General (de)                     | Joachim Hell           | TV film |
| 2017 | Halal Daddy                               | Jasper                 | |
| 2018 | Flugten fra Østtyskland                   | Günter Wetzel          | |
| 2019 | The Keeper                                | Bert Trautmann         | |
| 2020 | Rising High                               | Viktor                 | |
| 2021 | Prey                                      | Roman                  | |
| 2021 | Bekenntnisse des Hochstaplers Felix Krull | Marquis de Venosta     | |
| 2021 | The King's Man                            | Adolf Hitler           | Krediteret som Mand med skæg |